# Lluís Caelles Garreta
Lluís Caelles Garreta (Isona, Pallars Jussà, 1966) és un periodista català. Treballa actualment com a redactor a la secció d'Internacional de TV3 i és professor associat de Televisió a la facultat de Periodisme de la Universitat Pompeu Fabra. Ha dirigit i presentat els Telenotícies Nit, Matí i Vespre a TV3. Ha estat també editor del canal de notícies 3/24 i corresponsal a Brussel·les de la televisió de Catalunya. Col·laborador del programa 30 minuts. Va rebre el premi Unicef 2002 pel reportatge Els nens dels camions. Ha treballat també al circuit català de TVE, al diari Segre de Lleida i a la ràdio (COPE Barcelona i Cadena Catalana). És coautor, juntament amb Sergi Vicente, del llibre Fukushima, crònica d'un tsunami nuclear (Viena Edicions, 2012), que recull la cobertura informativa de les conseqüències del tsunami i la consegüent crisi nuclear que el Japó va patir l'any 2011.
També ha estat enviat especial de TV3 a Kíiv per cobrir els primers dies de la invasió russa d'Ucraïna. Per la seva labor periodística, va ser guardonat el 2022 amb el Reconeixement Ànima Ciutat de Mollerussa.